# سورتر

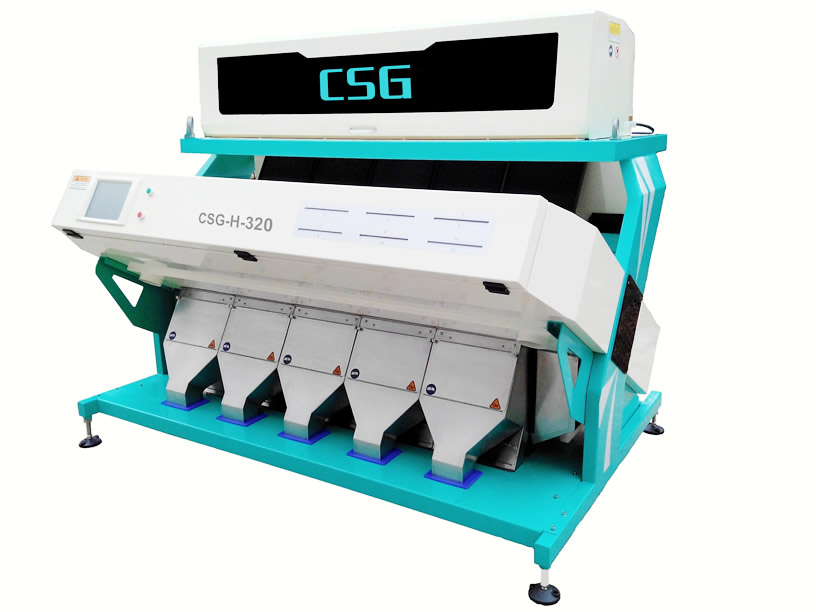
کار اصلی کالرسورتر، استفاده از فناوری تشخیص فوتوالکتریک برای مرتب کردن گرانول هتروکروماتیک از مواد خام است.

سورتر دستگاهی است که یک محصول را بر مبنای مشخصی مانند شکل یا رنگ آن، مرتب و دسته‌بندی می‌کند. بر حسب کیفیت و کمیتی که تولیدکننده دنبال آن است سورترها می‌توانند تنظیمات متفاوتی را پذیرا باشند؛ برای مثال یک دستگاه سورتر می‌تواند هم پسته را سورت کند و هم گردو و هم بادام را.
از کالرسورترها بیشتر در سورتینگ محصولات کشاورزی استفاده می‌شود. صنعت سورتینگ برنج بزرگ‌ترین بازار هدف در سورت می‌باشد. دومین بازار سورتینگ برای محصولاتی مانند چای، بادام زمینی، انواع لوبیا، غلات و غیره می‌باشد.